# Carbasea orientalis
Carbasea orientalis är en mossdjursart som beskrevs av Liu 1982. Carbasea orientalis ingår i släktet Carbasea och familjen Flustridae. Inga underarter finns listade i Catalogue of Life.